# Перишер

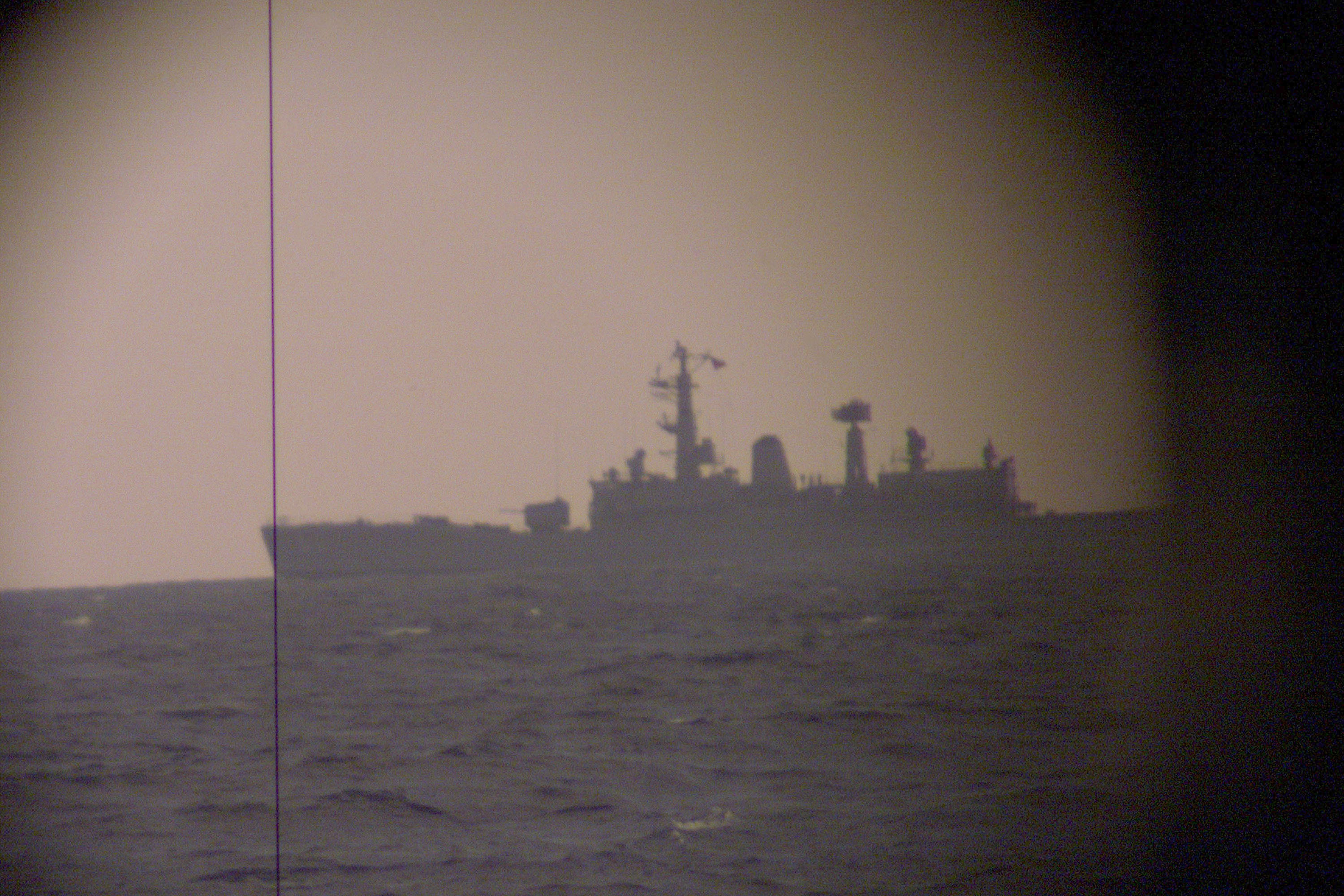
Фотография корабля через перископ. Вид, привычный для «перишеров».

Перишер (англ. Perisher) — курс подготовки и окончательного отбора командных кадров для подводного флота Великобритании. Официальное название — Курс квалификации командного состава (англ. Commanding Officers Qualification Course).

## Происхождение

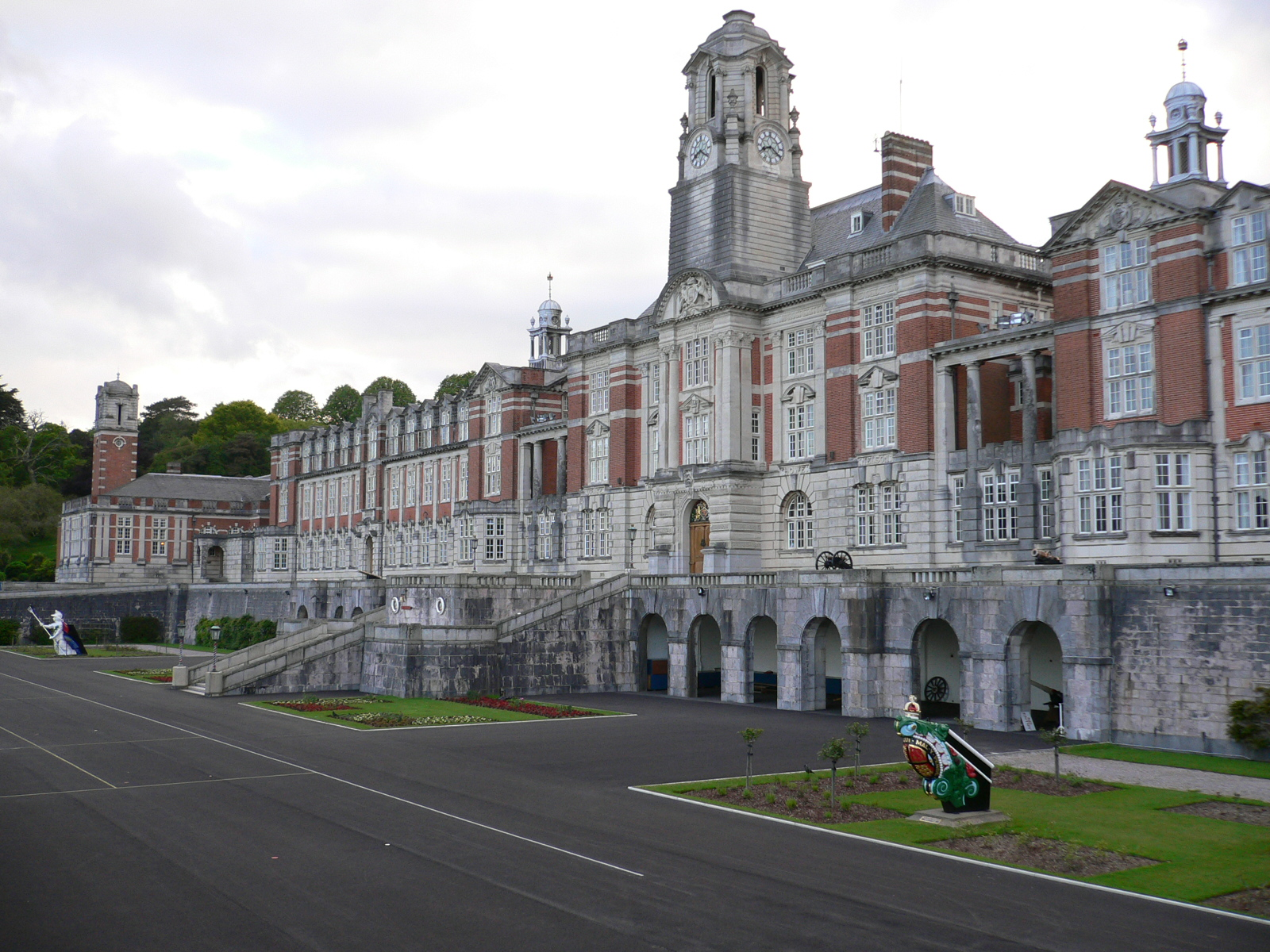
Главный корпус Военно-морского колледжа в Дартмуте

Британская система подготовки офицеров для флота отличается тем, что выбрав специализацию, офицер рассчитывает сохранить её в течение всей карьеры. То есть, администратор-снабженец останется администратором, инженер или механик — механиком, ракетчик — ракетчиком, а командир корабля с самого начала и готовится быть, и остается командиром.
Этим она сходна с советской/российской системой, и отличается от американской, при которой предполагается, что офицер может в течение карьеры чередовать командные, технические и штабные должности, и даже переходить из одного рода сил в другой.
В начале карьеры, при окончании Военно-морского колледжа в Дартмуте, британский офицер должен сделать выбор, какому пути следовать. Те, кто хотят командовать подводными лодками, остаются ими до окончания формального срока службы.
После колледжа такой офицер в типичном случае попадает на должность штурмана подводной лодки, затем продвигается до вахтенного офицера. Хотя он изучает инженерные стороны профессии (в том числе эксплуатации техники ядерного реактора), основное внимание уделяется боевому использованию, и вообще операциям. Когда он дослужится до стадии, на которой может быть выдвинут на должность первого лейтенанта (эквивалент старпома) подводной лодки, Главный морской штаб в Норвуд, под Лондоном принимает решение, направлять ли его на «Перишер». Не прошедшие курс занимать должности первого лейтенанта или командира лодки не могут.

## Назначение
Главное, для чего был создан «Перишер» — это отбор. Кандидаты (тоже называются «перишеры») в командиры-подводники ставятся в жесткие условия, где они обязаны не столько действовать по заученной методике, сколько ориентироваться в сложных ситуациях. А из сложных ситуаций состоит практически весь курс. Кандидатам внушается мысль, что просто действовать по учебнику недостаточно — их ставят в ситуации, неразрешимые с помощью только готовых приемов. При оценке упражнений поощряются нестандартные решения, при условии что они приводят к успеху. Одновременно требуется соблюдать условия безопасной эксплуатации лодки.
В таких условиях окончить курс может только офицер, способный одновременно оценивать ситуацию, знать технические возможности, принимать решения под давлением и вести людей. По сути, курс рассчитан на вышибание, что подтверждается и самим его названием (англ. perish – пропадать,  гибнуть). Недостаточно одаренные и подготовленные отсеиваются.

## Структура и содержание

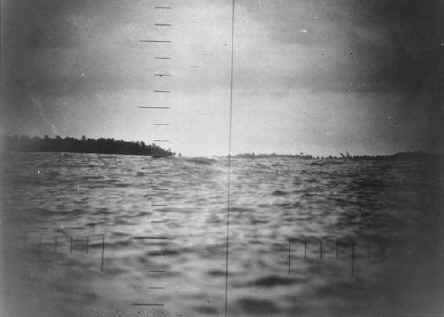
Фотографирование берега через перископ — одна из задач подводника

Курс был основан в 1914 году. До 2002 г. находился в школе подводного плавания (HMS Dolphin) на территории военно-морской базы Госпорт, вблизи Портсмута. С 2002 года переместился на плавбазу в Девонпорт под Плимутом. Программа рассчитана на пять-шесть месяцев. Начиная с 1917 г., набор производится два раза в году. Размер класса (при поступлении) — до 10 кандидатов. Типичный возраст кандидатов 27÷34 года.
Класс делится на две группы по 5 кандидатов, за каждой закрепляется офицер-преподаватель, по традиции называемый кратко: «учитель». Кандидаты совершают ознакомительные туры по всем предприятиям-поставщикам подводного кораблестроения Великобритании, а также по генеральному контрактору («Виккерс Шипбилдинг энд Инжиниринг, Лтд.», VSEL). Затем проходят стадию решения задач на тренажёрах. Основной упор делается на практические упражнения в условиях плавания. Вначале идет серия упражнений по выходу в атаку на одиночный боевой корабль. Затем число кораблей увеличивается до двух и трех. Во время атаки на лодку с трех направлений, кандидат должен выработать решение и произвести выстрел, при этом не попасть под атаку ни одного из кораблей и оставаться в безопасных параметрах. Среди выполняемых упражнений могут быть разведка и фотографирование побережья противника, высадка специальных сил, минные постановки, и любые другие задачи, характерные для ПЛ.
В курс также входят приемы и методы использования дизельных лодок в прибрежных водах на мелководье. По мере продвижения к концу число часов в море увеличивается. Завершает курс участие в учениях, где кандидат под наблюдением преподавателя исполняет все обязанности командира ПЛ.
Отсев составляет обычно 20÷30 % класса. По отдельным упражнениям он доходит до 40 %. По традиции, провалившегося кандидата без предупреждения снимают с подводной лодки на подошедшую шлюпку, где рулевой преподавателя передает ему уже упакованный рундук и «утешительный приз» — бутылку виски. Больше на борт ни одной британской лодки он не допускается.
Отсеявшиеся офицеры (если они решают остаться на флоте) переходят в так называемую Общую службу. При удачном стечении обстоятельств они могут подняться до самостоятельного командования фрегатом. Но печать провалившего «Перишер» остается на них навсегда.
Те кто завершил курс, получают право занять должность первого лейтенанта подводной лодки. Это не гарантирует командирской должности — они только пополняют кадры офицеров, квалифицированных для неё. До 1990-х годов, когда в составе Королевского флота были и дизельные ПЛ, ситуация была иной.
«Перишер» хорошо приспособлен для стран, где сравнительно небольшой флот может выбирать из большого числа высокоподготовленных кадров. Таким образом, он обеспечивает максимально возможный уровень командиров. Хотя уровень подводников Британии был высок во все времена, с тех пор как в строю осталось лишь около 20 лодок, флот считает своей обязанностью доверять их только самым лучшим. В ценах 1992 года подготовка одного офицера, с учетом амортизации наземных сооружений и кораблей, стоила £1,2 млн.
После того, как командир выслужит полный срок на подводных лодках, он, при хорошем продвижении, вполне может перейти на надводные корабли и командовать группой или даже эскадрой. Самый известный пример — адмирал Джон Форстер «Сэнди» Вудвард. В этом снова проявляется особенность курса: он готовит не просто подводников, а людей, способных командовать, лидеров.

## Другие страны
Принципы, заложенные в курс, приняты во многих странах, и некоторые, например Израиль, учредили собственные похожие программы. Некоторые другие страны (Нидерланды, Индия) полностью копируют его, вплоть до названия. Британский и голландский курсы синхронизируются, чтобы совместно использовать привлекаемые лодки и корабли.
Страны, не имеющие возможности содержать собственный курс, посылают офицеров на «Перишер» в порядке обмена. Если в классе имеются свободные вакансии, они заполняются иностранными кандидатами. Для них разделы, связанные с использованием атомных лодок, заменяются соответствующими разделами для дизельных. Например, аргентинские и чилийские подводники традиционно направляются в Великобританию. В порядке эксперимента, некоторые американские офицеры начиная с 2002 г проходят курс в Нидерландах  или Англии.